# Narost
Narost – wieś w Polsce położona w województwie zachodniopomorskim, w powiecie gryfińskim, w gminie Chojna. Narost jest malowniczą miejscowością, w której mieszka ok. 300 osób. Znajdują się tam liczne jeziora polodowcowe największe z nich to jezioro Narost, które jest często odwiedzane przez turystów, zabytkowy kościół pw. Matki Boskiej Królowej Polski z drugiej połowy XIII wieku (Kl.V.-0/135/56 z dnia 28 sierpnia 1956), i park dworski z przełomu XVIII/XIX wieku (Kl.I.5340/9/77 z dnia 21 lipca 1977).
W latach 1954–1972 siedziba Gromady Narost. W latach 1975–1998 miejscowość administracyjnie należała do województwa szczecińskiego.

## Historia
Wieś wzmiankowana w 1248 roku. Narst (1248 r.), Narthusen (1306 r.), Narchusen (1338 r.), Nordhausen (do 1945 r.).
Narost położony jest na południowy wschód od ośrodka gminnego w odległości 12 km. Sołectwo Narost zajmuje powierzchnię 6,5732 km². Zamieszkuje tu 239 osób (stan na 31.10.2014 r.)
Pierwsza wzmianka pochodzi z 1248 r., mówi o wsi na prawie niemieckim w dobrach klasztoru Lehnin. W 1338 r. na uposażeniu klasztoru w Cedyni. Po sekularyzacji majątków klasztornych, w 1572 r. przekazano wieś i folwark w lenno Komorzemu Leonhardowi von Stoer (Stor). Od 1688 do 1792 r. Narost stanowił własność rodu von Schoning. W okresie od 1792 do początku 2 polowy XIX w. następowały wielokrotne zmiany właścicieli majątku i należał on kolejno do rodzin: von Muhlheim z Gądna (1792), Carla von Knobelsdorff (1798 -1800), von Goldbeck (1803), von Haslingen (1805 – 1839), von Harslingen (1824), Aleksander Schultze (1839 – 1857), od 1864 r. – Berndt von Gerlach (w latach 1874–1889 landrad powiatu chojeńskiego). W 1929 r. (prawdopodobnie od początku XX w.) majątek należy do Ernsta Dannenberga (fabrykanta z Berlina). W latach 80. XX wieku Narost liczył 310 mieszkańców.

## Kościół
Parafia odnotowana w 1311 r. znajdująca się pod patronatem klasztoru w Cedyni; w 1337 r. do parafii należały 4 łany gruntów. W 1491 r. do parafii w Naroście należały kościoły filialne w Jeleninie, Grabowie i Krajniku Dolnym. Budowla późnoromańsko-gotycka z 2. połowy XIII w. wzniesiona z granitowej kostki z wieżą i wyodrębnionym prezbiterium przykrytym sklepieniem gwiaździstym. W XVIII w. kościół otrzymał barokowe wyposażenie wnętrza (m.in. barokowe epitafium rotmistrza Hansa von Schoningen, który brał udział w bitwie z Turkami pod Wiedniem w 1683 r.). Przebudowany w k. XIX w. (nadano neogotycką formę wieży, przemurowano okna, zmieniono kształt dachu.) Zachowano średniowieczne granitowe portale. Obecnie jest to filia parafii w Brwicach. Zachowały się barokowe epitafia.

## Pałac
Nieznana data budowy pierwszej rezydencji właścicieli majątku. W latach 80. XIX w. Berndt von Gerlach postawił w centrum parku okazały pałac. Dwukondygnacyjny, z 13-osiową fasadą o cechach neogotyckich, z tarasami przy bocznych elewacjach. Został zburzony podczas II wojny światowej, w trakcie wyzwalania owych terenów przez żołnierzy Armii Czerwonej. Najstarsi mieszkańcy wsi pamiętają ruiny pałacu.

## Folwark
Wzmiankowany już w XVI w., przejęty przez Leonarda von Stor; wcześniej był to folwark klasztorny. Układ założenia folwarcznego – dziedziniec folwarczny założono na płn. od zespołu pałacowo-parkowego (oddzielając ją drogą W-E). Zabudowania gospodarcze postawiono na obrysie czworoboku, którego płn. i zach. granicę zamkniętego zwartym szeregiem budynków owczarni; pozostałe obiekty postawiono w luźnym układzie w obrębie czworoboku. Na płd. od dziedzińca powstał park z pałacem w centrum. Oficynę pałacową (ob. budynek nr 23) postawiono (XIX/XX wieku) przy drodze pomiędzy dziedzińcem a parkiem. W czasach PRL w zabudowaniach dawnego folwarku działało państwowe gospodarstwo rolne.

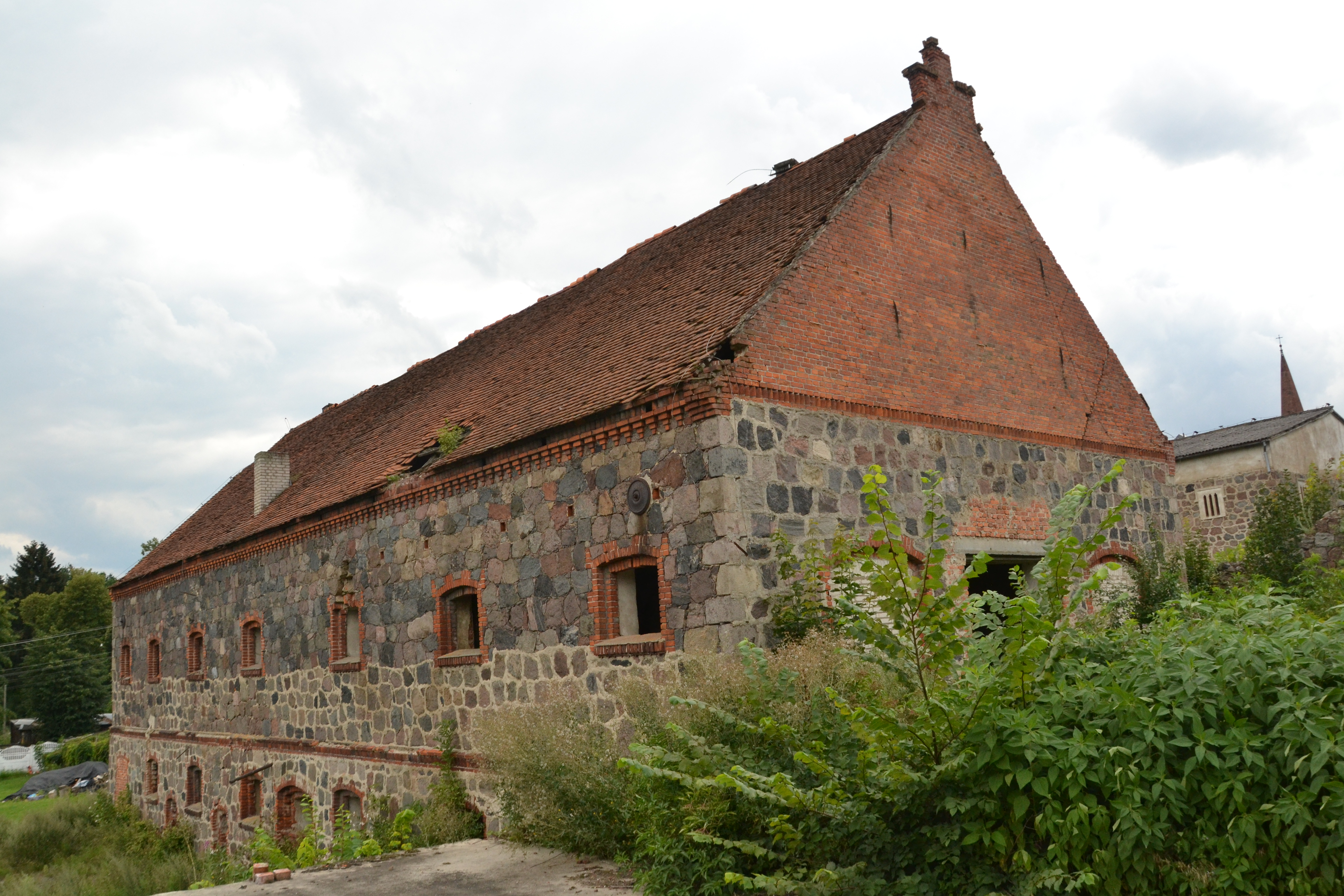
Budynek folwarku

## Park
Zlokalizowany w centrum wsi, na południe od kościoła. Zaprojektowany został przez pruskiego ogrodnika i architekta krajobrazu doby klasycyzmu Petera Josepha Lenné’go. Park powstał w celu upiększenia pałacu. Charakter krajobrazowy. Granicę zach. (wzdłuż ulicy) obsadzono kasztanowcami. We wsch. części parku był staw i małe jeziorko. Od wsch. park otaczały otwarte przestrzenie (pola, łąki). Drzewostan parkowy to głównie buki (w tym czerwono listne i w formie płaczącej), dęby, lipy, kasztanowce, klony, a także platany i orzechy oraz drzewa iglaste m.in.: modrzewie, cis, a także rzadko spotykaną jodłę kaukaską, żywotnik olbrzymi. Stan zachowania: w płn.-zach. narożniku wycięto drzewa i postawiono blok mieszkalny, na płn. stoją komórki. Zachowany szpaler kasztanowców na zach. granicy oraz cenny starodrzew w jego głębi. Park wpisany do rejestru zabytków Zachodniopomorskiego Województwa Konserwatora Zabytków w Szczecinie.

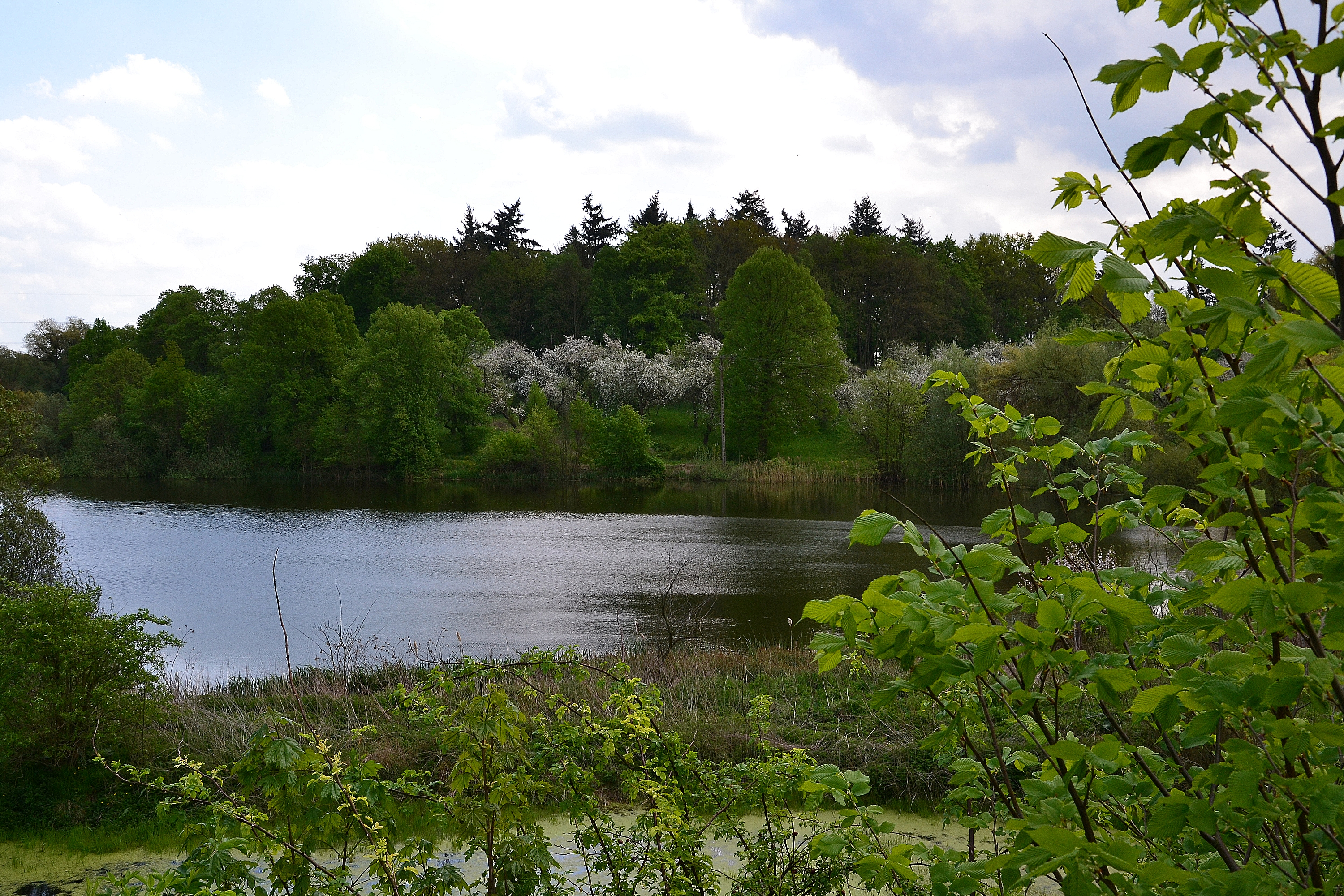
Jezioro tzw. Gorzelniane, widok od strony dawnego folwarku

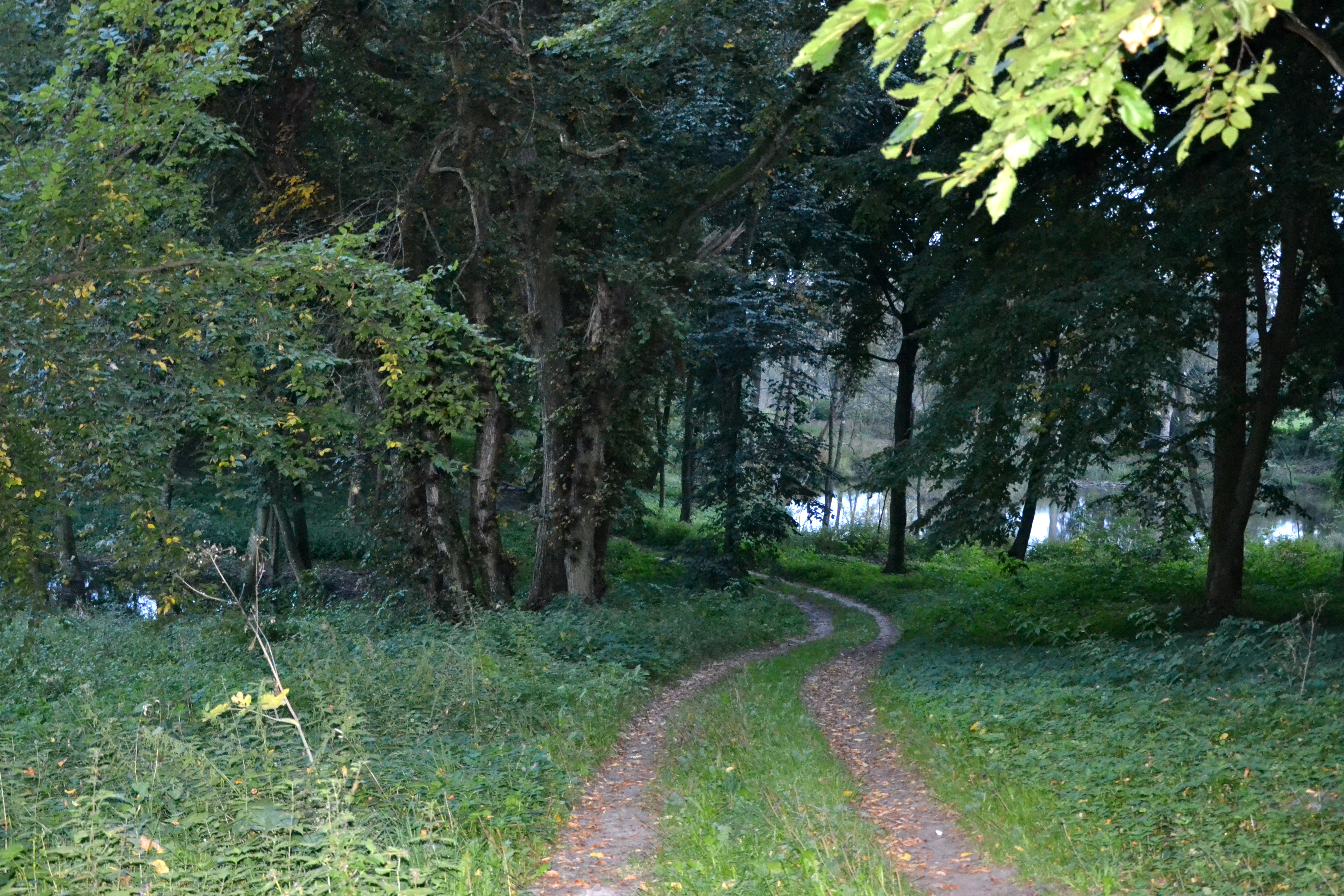
Park dworski po renowacji

## Cmentarz przykościelny
Data założenia nieznana. Powstał w otoczeniu kościoła, na planie czworoboku, otoczony ceglanym murem z 2 bramkami. Przy płd. ścianie kościoła wydzielono kwaterę pastorów, zamkniętą ozdobnie rozwiązanym ceglanym murkiem. Obecnie dawny teren cmentarza zniwelowany. Zachowany starodrzew (tuje, kasztanowce, dęby).

## Cmentarz ewangelicki
Założony w XIX w. na płn. krańcu wsi. Centralną aleję lipową poprowadzono od bramy (na płd.) do kaplicy (na Zach.). Brama na ceglanych filarach. Nagrobki z żeliwnymi krzyżami, otoczone kutym ogrodzeniem. Obecnie cmentarz komunalny, zachowane relikty dawnych nagrobków.

## Obsadzenia dróg
- droga do Brwic – aleja kasztanowa, czytelna;
- droga do dawnej cegielni i Gogolic – aleja lipowa, czytelna;
- droga do wsi Białęgi i Chełm Dolny – obsadzona lipami i drzewami owocowymi.

## Zabudowa wsi mieszkalna
Od końca XIX wieku dominuje zabudowa murowana; zachowana obecnie pochodzi z okresu od 4 ćw. XIX w. do lat 20. XX w. Obiekty o powtarzalnej bryle – parterowe ze stromymi, dwuspadowymi dachami, szerokofrontowe. Nielicznie zachowały się domy wąskofrontowe, jak np. nr 34.

## Układ wsi historyczny /lokacyjny/
Prawdopodobnie była to wieś placowa z kościołem (XIII w.) w centrum. Miejscowość z zachowanym tradycyjnym krajobrazem kulturowym, z elementami posiadającymi wartości zabytkowe, wymagające ochrony. Wieś położona na terenie pofałdowanym, wśród wzgórz morenowych o stromo zarysowanych zboczach w odległości niespełna 1 km od wschodniego brzegu jeziora Narost. Sołectwo Narost leży w całości w otulinie Cedyńskiego Parku Krajobrazowego. Wieś jest otoczona jeziorami i lasami.

## Legenda – Kaplica pustelnika
Na terenie historycznej Nowej Marchii, na południowy wschód od Chojny, leży wieś Narost. Niedaleko tej miejscowości, przed kilkoma wiekami, na wschodnim brzegu Jeziora Białęgi wznosiła się śródleśna kaplica. Pozostałości tej budowli znajdowały się tam jeszcze do niedawna, będąc świadkami odległych stuleci. Pewien templariusz miał wybudować tę kaplicę. Ponieważ w jednym z zażartych i krwawych pojedynków z niewiernymi został śmiertelnie raniony, nie mógł brać udziału w dalszych walkach. Ponieważ był jednak wielkim znawcą ziół i roślin powodujących gojenie ran i leczenie, ozdrowiał i stał się dla okolicznych prawdziwym wybawieniem. Potomni zachowali o nim pamięć do dzisiejszych czasów.
Templariusz ten cenił sobie samotność i nie znosił wokół siebie żadnego towarzystwa, poza białym krukiem o czerwonych oczach i białym gołębiem o czerwonych łapach. To byli jego wierni towarzysze, gdy w okolicznych lasach i na polach zbierał zioła.
Jeszcze dziś, kilkaset lat po śmierci, krąży po okolicy niosąc swoje błogosławieństwo. Kto cierpi na dolegliwości lub nieuleczalne choroby, musi w dniu św. Jana samemu pielgrzymować do leśnej kaplicy i w południe, gdy w okolicznych wsiach dzwonią dzwony, odmówić „Ojcze Nasz” i „Panie Zmiłuj Się”. Jeśli następnie wejdzie do pobliskiego jeziora, to w jego nurtach zobaczy tego rycerza w białym płaszczu z czerwonym krzyżem na piersiach. W zależności od rodzaju dolegliwości, templariusz wskaże swoją prawicą na białego gołębia lub białego kruka. Następnie, wieczorową porą, czy to na polach czy w lesie, zobaczy wskazanego ptaka, można odnaleźć odpowiednią roślinę, która będzie miała odpowiednie właściwości lecznicze.